# Coniopteryx texana
Coniopteryx texana är en insektsart som beskrevs av Meinander 1972. Coniopteryx texana ingår i släktet Coniopteryx och familjen vaxsländor. Inga underarter finns listade i Catalogue of Life.